# Кудузулуш I
Кудузулуш I (д/н — бл. 1730 до н. е.) — суккуль-мах (верховний володар) Еламу близько 1745—1730 роках до н. е.

## Життєпис
Походив з династії Епартідів (Суккуль-махів). Небіж Шимут-варташа, який 1772 року до н. е. призначив Кудузулуша суккалем суз. Приблизно в 1760-х роках до н. е. після сходження його брата — Сіве-палар-хуппак — на трон призначається суккалем Еламу і Симашкі (офіційним спадкоємцем). під час походів брата у Міжріччі у 1765—1764 і 1762 роках до н. е. фактично керував державою.
1745 року до н. е. успадкував владу. Оскільки він не мав братів і синів, то призначив суккалем суз свого небожа Кутір-Наххунте, коли інший небіж Шуллім-кутур помер.
Продовжив політику попередника, підтримуючи повстання в шумерських містах Ларса, Ур і Ісін. 1741 року до н. е. визнав сходження на трон Ларси Рім-Сіна II, з яким уклав союз. За цим надав підтримку Іліману, царю Країни Моря. Завдяки цьому суккаль-маха зумів розширити володіння до міста Малгіум, підкорити гори Загросу та посили вплив у долині річки Діяла.
Перед смертю призначив Кутір-Наххунте суккалем Еламу і Симашкі. Помер Кудузулуш I близько 1730 року до н. е.